# Los Núñez
Pour les articles homonymes, voir Núñez.
Los Núñez est une commune rurale dans le département du Río Hondo, dans la province de Santiago del Estero, en Argentine.

## Population
La commune compte 573 habitants (INDEC, 2010), ce qui représente un accroissement de 64,7% comparé aux 348 habitants (INDEC, 2001) du recensement précédent.

## Séismes de Santiago del Estero
Le 1er janvier 2011, 21 février et le 2 septembre 2011, diverses zones étendues furent l'épicentre de séismes de 7,0; 5,9; et 6,9 degrés sur l'échelle de Richter, bien que sans causer ni dommages ni victimes, puisqu'enregistrés à des profondeurs de 600 km; les mouvements tectoniques sont parvenus à secouer des hauts bâtiments dans diverses provinces, y compris dans la ville de Buenos Aires.

### Sismicité
La sismicité de la zone de Santiago del Estero est fréquente et de basse intensité, avec un silence sismique de tremblements de terre moyens à graves tous les 40 ans.
Le 4 juillet 1817, un séisme 7,0 sur l'échelle de Richter eut lieu, pour lequel les dommages maximaux furent rapportés au centre et nord de la province, où se sont écroulées des maisons et produit une fissuration du sol.  Les tremblements ont duré autour d'une semaine. Il fut estimé à une intensité de VIII degrés sur l'échelle de Mercalli. Il y eut liquéfaction avec des grandes quantités de sable dans les fissures jusqu'à 1 m de large et plus de 2 m de profondeur. Dans quelques des maisons le long de ces fissures, le terrain est resté couvert de plus de 1 dm de sable,.
Bien que l'activité géologique survienne depuis l'époque préhistorique, le séisme du 20 mars 1861 (154 ans) a marqué une étape importante dans l'histoire des événements sismiques argentins puisqu'il fut le plus fort enregistré et documenté dans le pays. Suivant une même politique, les gouvernements provinciaux et municipaux successifs prirent un soin extrême en restreignant les codes de construction. Mais ce fut seulement avec le tremblement de terre de San Juan du 15 janvier 1944 (il y a 71 ans) que les États provinciaux prirent réellement conscience de la gravité sismique de la région.